# Neuvy-au-Houlme
Neuvy-Au-Houlme là một xã thuộc tỉnh Orne trong vùng Normandie tây bắc nước Pháp. Xã này nằm ở khu vực có độ cao trung bình 170 mét trên mực nước biển.
Neuvy-Au-Houlme là nơi có nông trang nuôi ngựa nổi tiếng.